# Доменико Леоне
Доменико Леоне (VIII век) — византийский государственный деятель и военачальник. В 738 году был назначен военным магистром Венеции.

## Биография
Доменико был назначен управлять Венецией после убийства дожа Орсо Ипато, когда экзарх Равенны Евтихий запретил венецианцам избирать нового дожа, а вместо этого прислал в город Доменико Леоне с отрядом солдат.